# 黔邵花猪
黔邵花猪是一个中国地方猪品种，为肉脂兼用型。
黔邵花猪主产于湖南省怀化市（旧称黔阳地区）和邵阳市，分三个类群：东山猪（绥宁县）、凉伞猪（新晃县）和龙潭猪（溆浦县）。
黔邵花猪毛色为黑白花。黔邵花猪性成熟早。公猪通常150日龄、体重25kg时可配种，母猪通常120日龄第一次发情。少数母猪可使用15年，也称“座栏猪”。